# ريتشارد إرفينغ
ريتشارد إرفينغ (بالإنجليزية: Richard Irving)‏ (10 سبتمبر 1975 بهاليفاكس في المملكة المتحدة - ) هو لاعب كرة قدم بريطاني في مركز الهجوم. لعب مع ماكليسفيلد تاون ومانشستر يونايتد ونوتينغهام فورست ونادي رانكورن هالتون.

## وصلات خارجية
- ريتشارد إرفينغ على موقع قاعدة بيانات كرة القدم.إي يو (الإنجليزية)
- ريتشارد إرفينغ على موقع Soccerbase.com (لاعب) (الإنجليزية)
- ريتشارد إرفينغ على موقع عالم كرة القدم.نت (الإنجليزية)